# Owenova obrana
Owenova obrana (ECO B00) je hypermoderní šachové zahájení polootevřených her charakterizované tahy
1. e4 b6 
V šachové špičce se nevyskytuje, v turnajové praxi je ale možné se s ním občas setkat.

## Historie
První známý doklad je z roku 1620, kdy zahájení použili neznámí hráči proti G.Grecovi. Zahájení je pojmenované po anglickém mistru Johnu Owenovi, který ho hrával a v roce 1858 s ním uspěl i v jedné partii proti P.Morphymu. Zahájení se objevuje zřídka, mezi českými šachisty je o něco oblíbenější než ve světovém průměru, hrával ho občas velmistr Pavel Blatný.

## Strategie
Černý dovoluje bílému obsadit střed, čímž bílý získává prostorovou převahu. Střed pak černý napadá, pěšce e4 fianchettovaným střelcem Sb7 a jezdcem Jf6 a bílého pěšce d4 pěšcem c5. Nekryje-li bílý pěšce d4 pěšcem a po výměně na d4 cxd4 dobírá bílý jezdcem Jxd4, pozice připomíná Sicilskou obranu. Zvolí li bílý vývin Jc3, černý často dává jezdce do vazby. Někdy černý fianchettuje i černopolného střelce a buduje pasivní hroší výstavbu.

## Vedlejší varianty
1. e4 b6
- 2. c4 přechází do Anglické hry
- 2. d4 Sb7
  - 3. f3
  - 3. Jd2 přechází většinou do varianty 3. Sd3

## Varianta s Jc3
1. e4 b6 2. d4 Sb7 3. Jc3 e6
- 4. Sd3
  - 4... Jf6 5. Jge2
  - 4... g6
- 4. Jf3 Sb4
- 4. a3

## Varianta se Sd3
1. e4 b6 2. d4 Sb7 3. Sd3
- 3... f5? 4. exf5! Sxg2 5. Dh5+ g6 6. fxg6 a bílý útok je při přesné hře rozhodující
- 3... e6 může přejít po 4. Jf3 c5 5. c3 Jf6 6. De2 do varianty 3... Jf6
- 3... Jf6
  - 4. Jd2
  - 4. De2
    - 4... Jc6 5. c3 e5
    - 4... e6 5. Jf3 c5
      - 6. d5
      - 6. c3 bílý má prostorovou převahu, černý má protišance [4]